# 偽造パスポート

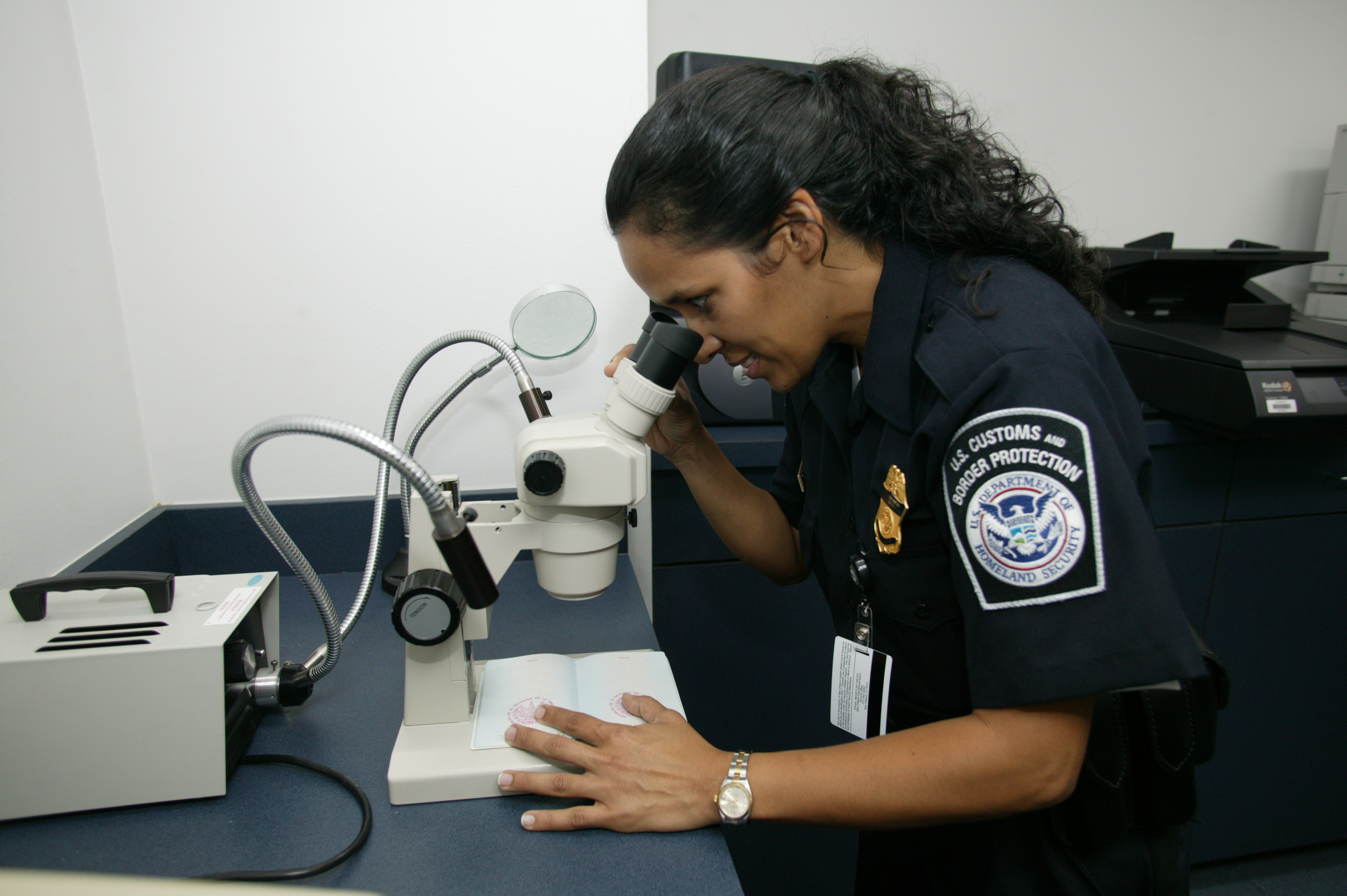
実体顕微鏡を使用して国際空港で渡航文書の信憑性をチェックする、米国税関・国境警備局職員

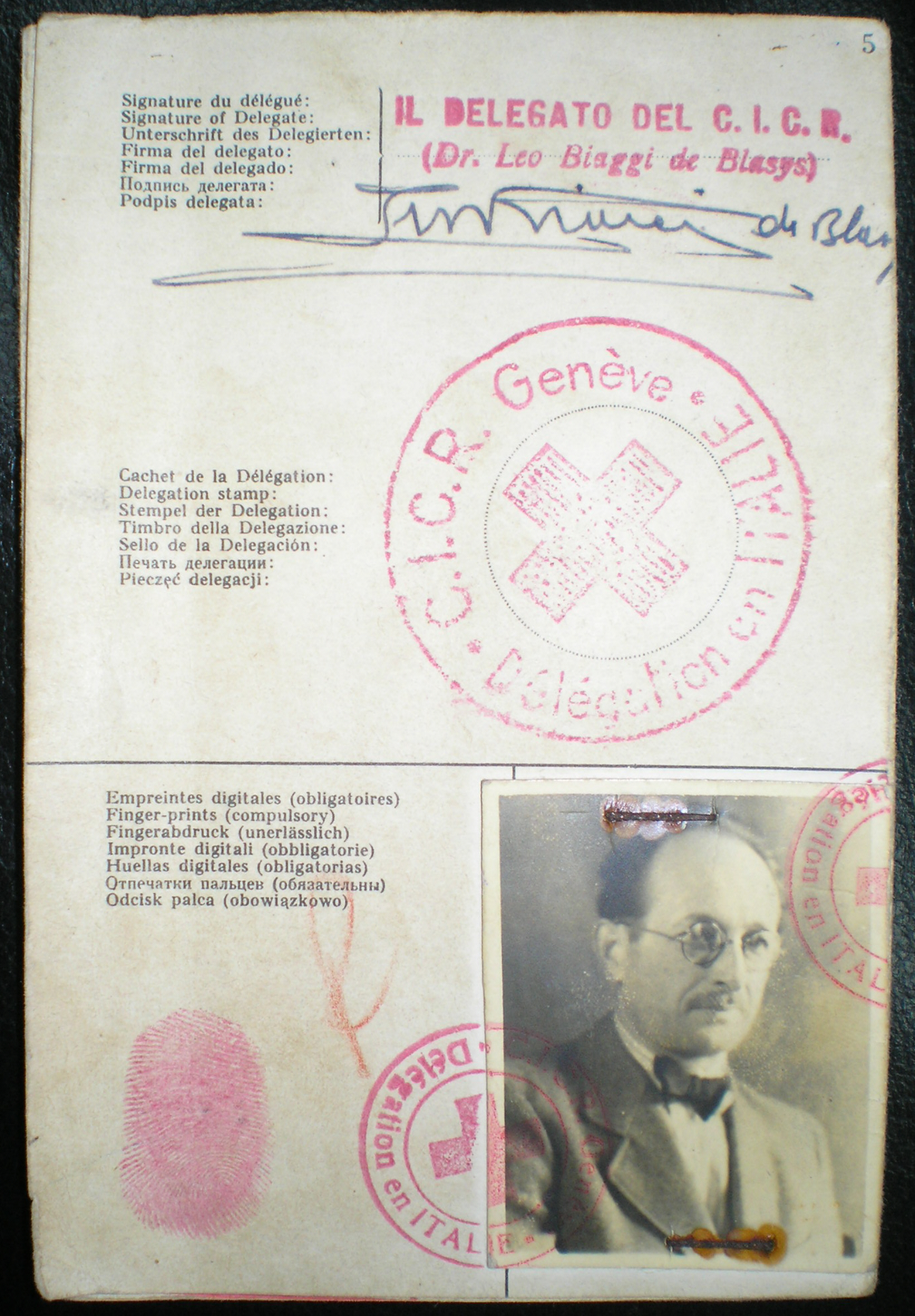
1950年にアドルフ・アイヒマンがリカルド・クレメントという偽名でアルゼンチンに入国した際に使用した、赤十字身分証明書（ジュネーブ赤十字社イタリア代表部発行）

偽造パスポート（ぎぞうパスポート、英語: fake passport）とは、国または認可された機関によって発行されたパスポート（またはその他の渡航文書）の偽造物である。このような偽造品は、本物のパスポートをコピーしたものや、不正に改造された本物のパスポートであり、製作者はコブラー（英語: cobbler、靴屋の意味）と呼ばれることもある。使用の目的は、合法的な旅行或いは身分証明書であるかのように欺くことである。虚偽の情報を提供して正規の発行者から入手したパスポートも、偽造物とみなされることがある。
このように偽造されたパスポートは、なりすまし、年齢詐称、不法移民、組織犯罪などで、出国が禁止されている国から出国する際に利用される。
その他の類似文書には、カモフラージュ・パスポートがある。これは、有効な形式の文書のコピーではないが、「マイナウ共和国」や「バルト海貿易使節団」など、正当なパスポートを発行できない団体がパスポートのように見えるようにデザインされたものを発行している。ワールド・パスポートのようなファンタジー・パスポートは、非公式の組織やミクロネーションが、ノベルティや記念品として、政治的な主張をするために、あるいは政治的またはその他の目的への忠誠心を示すために発行するパスポート類似の文書である。

## 事案
アドルフ・アイヒマン（しばしば「ホロコーストの立役者」と呼ばれる、ナチス高官）は、第二次世界大戦後、不正に入手した赤十字国際委員会発行の渡航文書を使ってアルゼンチンに渡航し、偽りの身元でそこに住んでいた。
アレクサンドル・リトビネンコ（ロシアの反体制派および作家）は、英国諜報機関から偽造パスポートを渡されていたとされる。
2001年5月には、北朝鮮の指導者金正日総書記の息子金正男が、ドミニカ共和国の偽造パスポートを使用して日本への入国を図り、新東京国際空港（現・成田国際空港）で逮捕された。正男は入国管理局に拘留された後に、中華人民共和国に送還された。この事件の影響で、金正日総書記は予定されていた中国訪問を中止したという。
2005年6月、アメリカの俳優ウェズリー・スナイプスは、南アフリカ共和国の偽造パスポートを持って空港を通過しようとしたとして、ヨハネスブルグ国際空港で拘留された。スナイプスは有効な米国のパスポートを持っていたため、帰国を認められた。